# Predrag Benaček
Predrag Benaček (Sarajevo, 29 marzo 1959) è un allenatore di pallacanestro ed ex cestista bosniaco di etnia ceca, naturalizzato sloveno e fino al 1992 jugoslavo.

## Palmarès

### Giocatore

#### Titoli nazionali
- YUBA liga: 3

Bosna: 1977-78, 1979-80, 1982-83
- Coppa di Jugoslavia: 2

Bosna: 1978, 1984
- Coppa di Grecia: 1

Panionios: 1990-91
- Coppa della Repubblica Ceca: 1

Pardubice:1994

#### Titoli internazionali
- Coppa dei Campioni: 1

Bosna: 1978-79